# Kálmán Lambrecht
Pour les articles homonymes, voir Lambrechts.
Kálmán Lambrecht, né le 1er mai 1889 à Pančevo et mort le 7 janvier 1936 à Budapest, est un paléontologue hongrois.

## Biographie
Il obtient, le 1er février 1913, un titre de docteur en zoologie, paléontologie et chimie. Grâce à l’influence d’Ottó Herman (1835-1914), il devient membre de l’Institut hongrois d’ornithologie (1909) puis de l’Institut royal de géologie (1917). Sur recommandation du baron Franz Nopcsa (1877-1933), il en devient le bibliothécaire. En 1934, il occupe la même fonction au muséum national de Hongrie et obtient un poste de professorat à l’université de Pécs, fondée en 1367.
C’est auprès d’Ottó Herman qu’il commence à étudier une branche plutôt négligée de la paléontologie : la paléontologie des oiseaux. Son œuvre principale paraît seulement deux ans avant sa mort. Modestement intitulé Manuel de paléontologie aviaire, Lambrecht étudie dans un millier de pages, les collections des différents muséums d’Europe.

## Source
- P.R.L. (1936). Obituary, Ibis, 78 (3) : 609-610.